# HP-38G

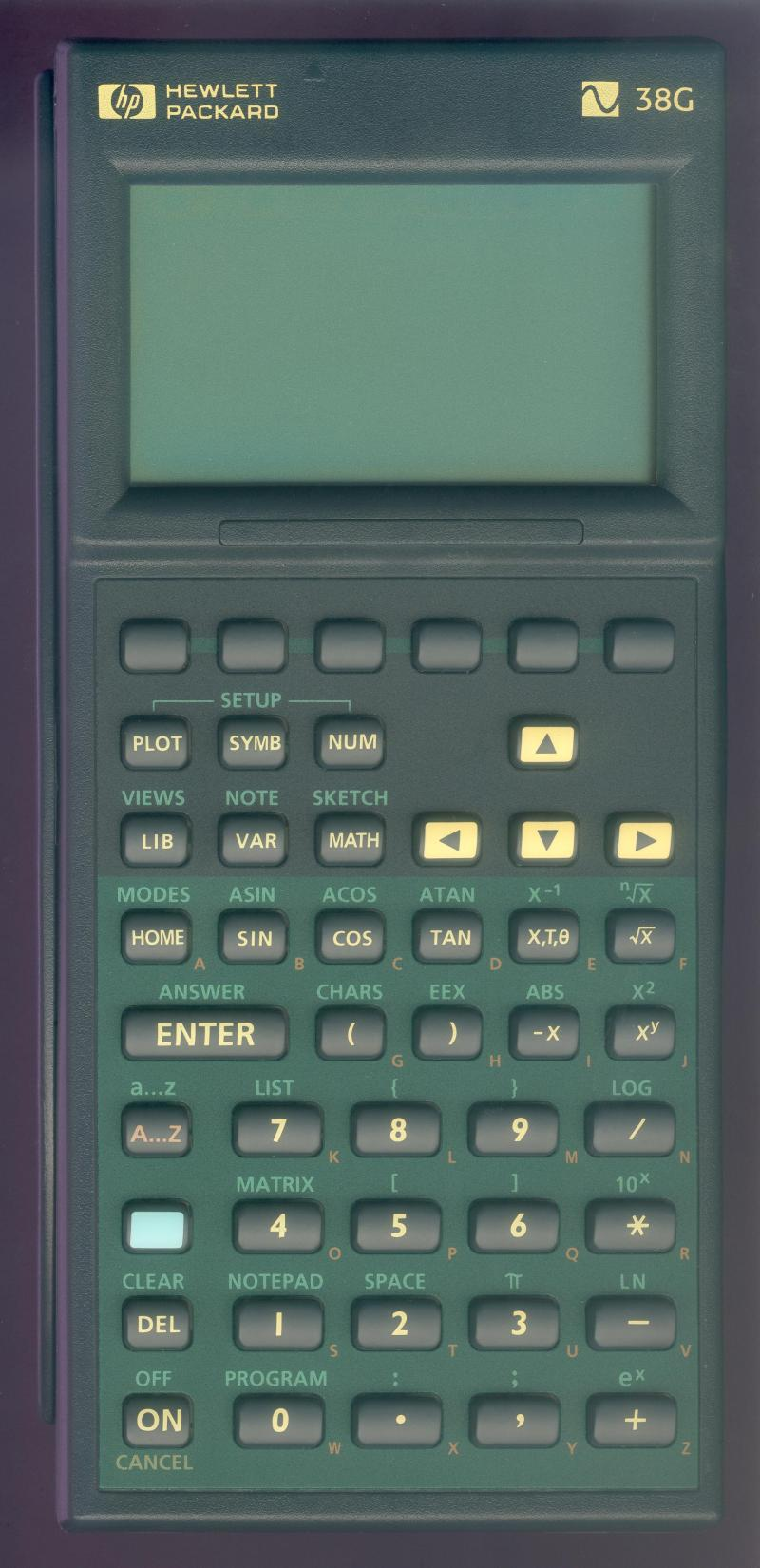
HP 38G

HP-38G – model kalkulatora firmy Hewlett-Packard, pracujący, w odróżnieniu od podobnej serii HP-48 w systemie algebraicznym, a nie odwrotnej notacji polskiej (RPN). Produkcję rozpoczęto w 1995, zaprzestano niedawno (na temat końca produkcji podawane są różne informacje).
Kalkulator ten ma wygląd zbliżony do serii Pioneer (np. HP-32S), jednak obudowa jest całkowicie inna i wyposażona w przekładaną plastikową pokrywę. Pod względem możliwości ustępuje nieco serii HP-48. Programowanie odbywa się w języku strukturalnym wysokiego poziomu, a programy otrzymały nazwę zastrzeżoną „ApLets”. Posiada bogate funkcje graficzne. Wyposażony jest w port podczerwieni do współpracy z drukarką HP-82240 i port RS-232.